# Tiliqua nigrolutea
La lucertola chiazzata dalla lingua blu (Tiliqua nigrolutea Quoy & Gaimard, 1824) è un rettile della famiglia degli scinchi.

## Descrizione
Lunga circa 35 cm, ha gli occhi con palpebre pesanti, ben protetti. Può secernere un muschio dall'odore pessimo. È vivipara e assai longeva (sino a 20 anni di vita)

## Biologia
Vive nelle foreste ed è onnivora, infatti la sua dieta consiste di foglie, fiori, invertebrati striscianti e piccoli vertebrati. Cade in letargo e ne esce in settembre avanzato (almeno in Tasmania), si accoppia a fine ottobre e i piccoli nascono in autunno (marzo-aprile).

## Distribuzione e habitat
Si possono trovare in Tasmania e nella parte sud orientale dell'Australia. È una specie molto antica: è stata identificata tra i fossili del Pleistocene di Naracoorte.